# Erik Pevernagie
Erik Pevernagie, né le 27 avril 1939, est un artiste peintre belge, qui vit à Uccle (Bruxelles).

## Biographie
Erik Pevernagie est le fils de l’artiste peintre Louis Pevernagie (1904-1970). Il obtient une licence ès lettres en philologie germanique, en 1961, à l'université libre de Bruxelles. Il est postgraduate à Cambridge, puis professeur dans l'enseignement économique supérieur.
Il est président de l'association culturelle Recreative International Centre (RIC) (1973) et des Péniches Ric's Art Boat & Ric's River Boat, membre et académicien associé de l'Accademia Internazionale del Verbano di Lettere, Arti, Scienze. Il a fait des expositions personnelles à Bruxelles, Anvers, Paris, Berlin, Düsseldorf, Amsterdam, au Museo Gilardi à Lucca (Italie) et des expositions collectives à New York.

## Philosophie artistique

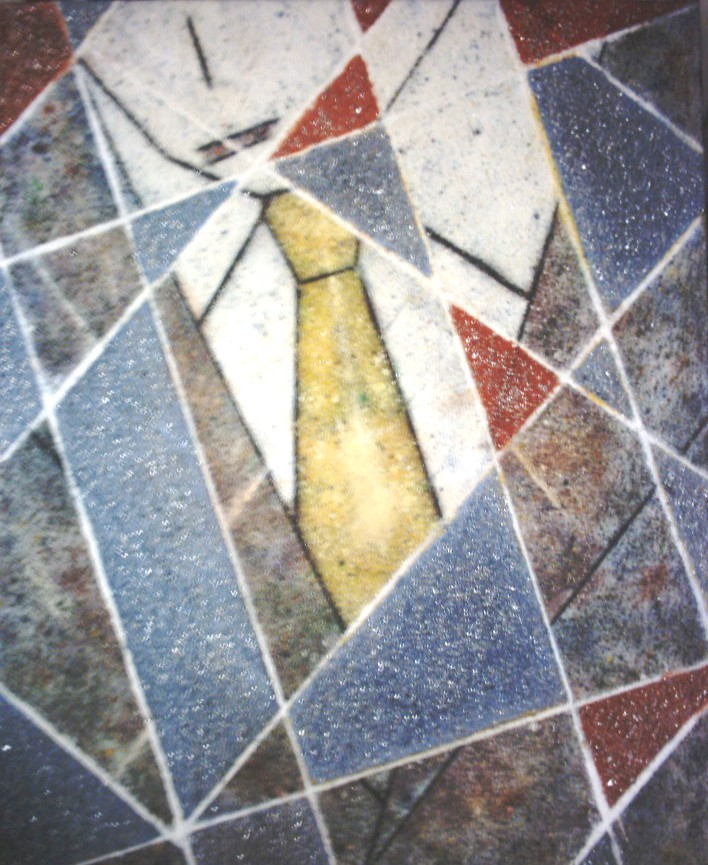
Les faces cachées de son histoire, huile et métal sur toile.

### Aliénation et absence de Communication
L’œuvre de l’artiste se concentre en essence autour de l’homme dans son environnement et la communication entre les êtres humains.
Dans son travail artistique le peintre insiste particulièrement sur le problème de manque de contact entre les hommes et l’absence de repères fondamentaux dans notre société. Selon le Bénézit : « Pevernagie introduit dans ses peintures des graffitis témoignant de la solitude de l'être humain au monde, de son aliénation dans le tissu urbain. »
Les fossés entre les individus, les couches sociales et les générations sont des préoccupations majeures de l’artiste. Selon une critique du International Herald Tribune : « Bridging the gaps between generations, social strata and nationalities is a tricky business. However Erik Pevernagie may have hit upon a workable formula to ease the alienation ».

### Dialectique Être et Paraître
Dans l’œuvre la présence physique des personnages est placée à l’arrière plan. Pour cet artiste il est essentiel de balayer les fausses apparences et de mettre en exergue la mise à nu de l’être, la découverte du réel état d’esprit de l’individu. Christie's, New York, Catalogue : « By denying any physical presence of the character and leaving simply dress evidence, the artist gives us a reproduction of the ground zero of the mind. His anti-hero has decided to make tabula rasa and get rid of all acquired alleged qualities ».
Le Vif/L’Express accentue cette dialectique dans le travail artistique du peintre : « Les formes mi - abstraites, mi - figuratives et le cadrage particulier concourent à dissoudre le sujet dont la vie semble n'être qu'apparence. Pevernagie nous invite à aller au-delà de ces apparences afin de percevoir le mystère qui se rame derrière ses personnages en perpétuelle tension, comme en attente d'autre chose, d'une autre vie. »[réf. incomplète]

## Œuvre

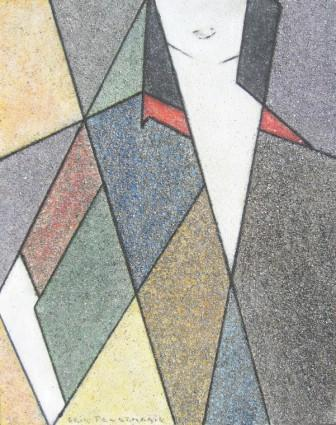
Erik Pevernagie : Prêt-à-penser, huile et métal sur toile.

### Les formes et les idées
Le peintre part de situations de la vie quotidienne et les transforme en un réseau de lignes géométriques pures qui s'étirent sur la totalité de la toile. Il enfouit le sujet de ses idées dans un environnement singulier et crée par le biais d’un cadrage particulier et par des formes structurées, parfois minimalistes, parfois énigmatiques, une multitude de tensions. Ces tensions reflètent sa vision d’un monde élémentaire, dépouillé, désarticulé. Ceci le place au centre du « Zeitgeist ». Dans une interview l’artiste fait référence à cette question: « Je commence à partir d’éléments réels empruntés à la vie quotidienne ou à de simples faits divers. Ils sont traduits picturalement, placés dans un contexte spécifique et reçoivent un contenu équivoque. Je ne procède donc pas d'une manière univoque Je peins les choses comme elles apparaissent chaque jour, comme elles sont gravées dans ma mémoire, comme elles réagissent dans l'arsenal de mon imagination. Je peins les situations et les choses comme je les ressens dans leur environnement. Toutes les expériences sont présentées comme une aventure linéaire et géométrique. »

### Les détails et le monde
Ce sont les détails, les petits objets de la vie qui nous entourent et qui forment le cadre à travers lequel nous percevons le monde, qui stimulent et encouragent la pensée. Ce sont ces objets qui remplacent souvent le monde intérieur chez beaucoup de personnes. L’artiste prête une attention particulière à l’importance des éléments anodins qui remplissent notre quotidien. « Les petits détails qui entourent notre vie quotidienne, tels un rasoir électrique, le sigle@, ou une voiture prennent ici un sens tout autre et donnent une dynamique certaine à l'ensemble de son œuvre. Ils dépeignent simplement nos peurs et frustrations ».